# Aïn Fakroun (distrito)
Aïn Fakroun é um distrito localizado na província de Oum El Bouaghi, Argélia, e cuja capital é a cidade de mesmo nome. A população total do distrito era de 59 451 habitantes, em 2008.[carece de fontes?]

## Comunas
O distrito está dividido em duas comunas:
- Aïn Fakroun
- El Fedjouz Boughrara Saoudi